# 쿠크리

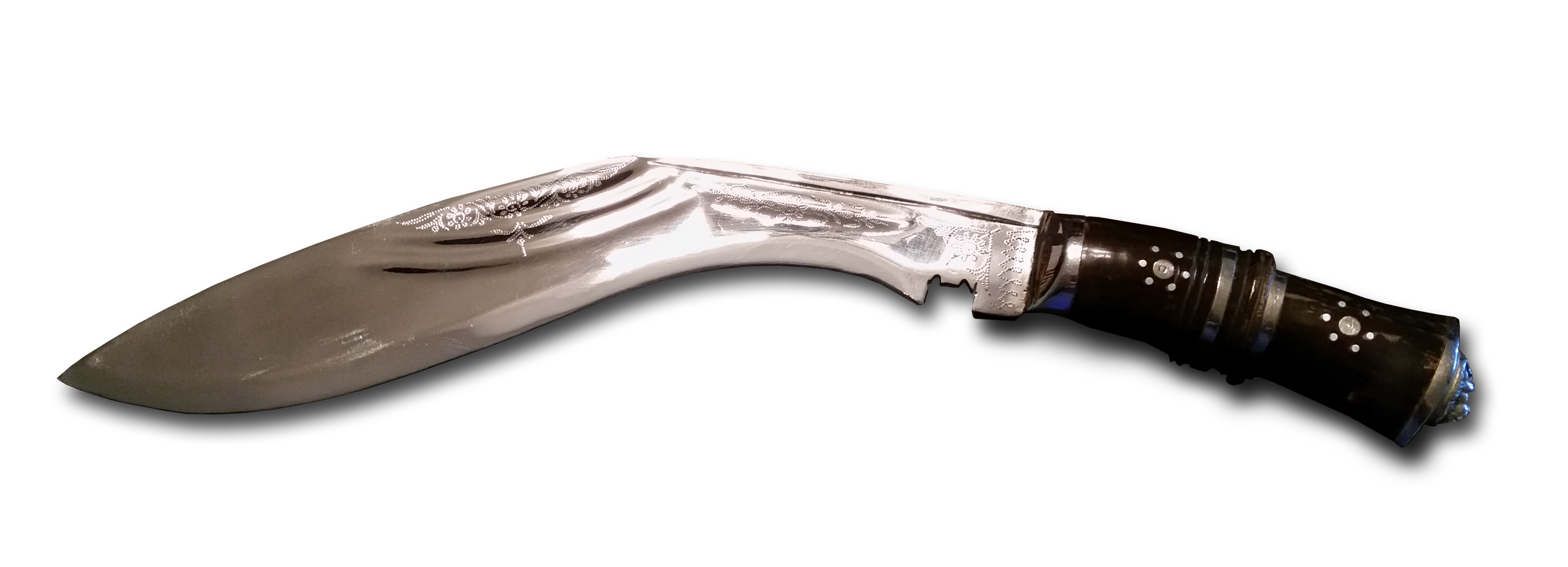
쿠크리

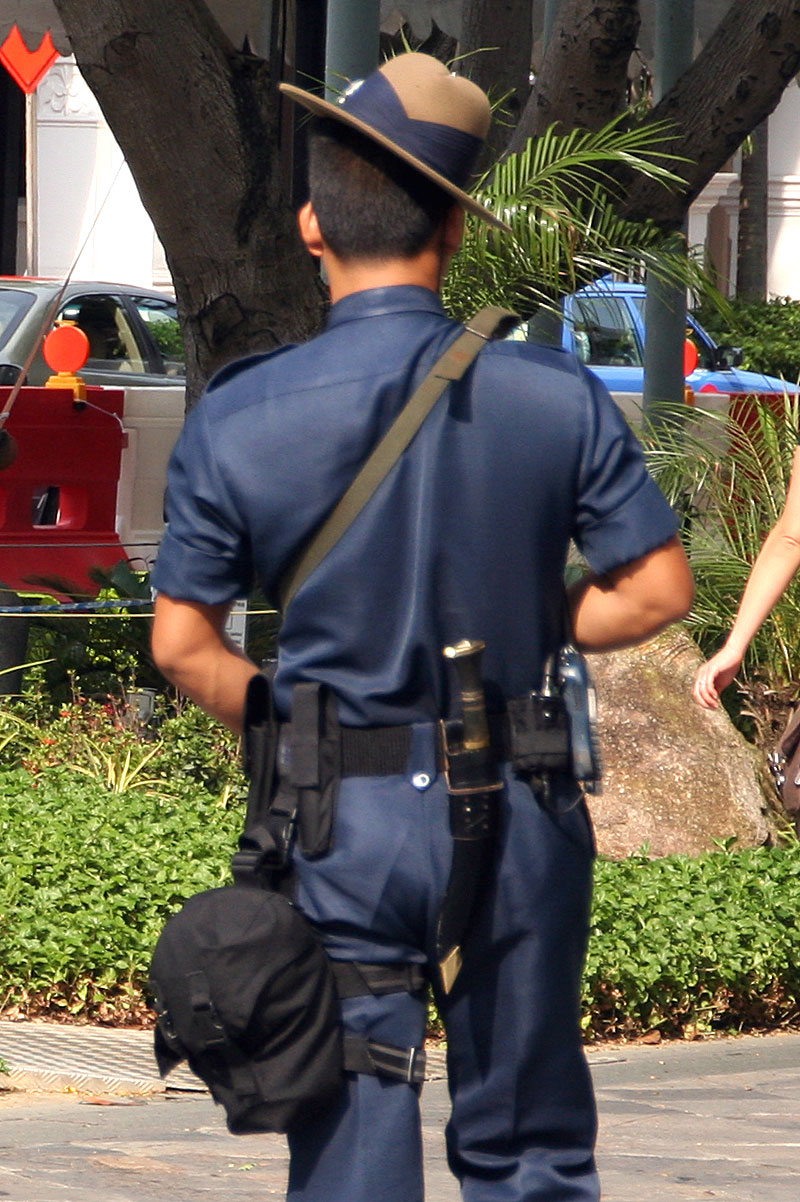
쿠크리를 허리에 찬 싱가포르 경찰 부대 소속의 구르카 병사

쿠크리(네팔어: खुकुरी)는 네팔의 구르카를 비롯한 여러 종족에서 사용되는 단도이다. 남아시아 대부분의 지역에서 근접 무기와 일반 절단 도구로 다양한 목적으로 사용된다. kukri, khukri 및 kukkri 철자는 인도 영어에서 유래되었으며 원래 네팔 영어 철자는 khukuri이다.
원래 철자와 의미는 khukuri라는 단어로만 명시할 수 있다. Kukri는 철자가 틀린 단어이다. 쿠크리는 네팔의 국민 무기로, 전통적으로 네팔어를 사용하는 구르카족의 기본 만능칼 역할을 수행했으며 결과적으로 네팔 육군의 특징적인 무기이다.
7세기에 최초로 기록된 쿠크리 이후 쿠크리를 둘러싼 많은 신화가 있다. 특히 전투 무기라는 유일한 목적 때문에 칼날을 칼집에 넣기 전에 피를 뽑아야 한다는 전통적 관습이 가장 두드러진다.
쿠크리는 전투에 사용되는 것 외에도 다양한 목적으로 사용된다. 농부와 노동자는 작물을 자르고 덤불을 제거하는 데 사용하고 사냥꾼은 가죽을 벗기고 사냥감을 청소하는 데 사용한다. 또한 요리, 목공 도구로 사용되며 일부 네팔 종교 전통에서는 의식용 물건으로도 사용된다.

## 같이 보기
- 팔카타
- 코피스
- 파랑 (칼)
- 푸코 (칼)
- 마체테